# 2016년 선댄스 영화제
제32회 선댄스 영화제는 2016년 1월 21일에 열린 시상식이다.

## 수상 및 후보

### 심사위원대상(미국 드라마)
- 국가의 탄생 - 네이트 파커 수상

### 심사위원대상(미국 다큐멘터리)
- 앤서니 위너: 선거 이야기 - 조시 크리그먼 수상

### 심사위원대상(월드시네마 드라마틱)
- 샌드 스톰 - 일리트 젝세르 수상

### 심사위원대상(월드시네마 다큐멘터리)
- 소니타 - 로크사레 가엠 마가미 수상

### 관객상(미국 드라마)
- 국가의 탄생 - 네이트 파커 수상

### 관객상(미국 다큐멘터리)
- 짐: 더 제임스 폴리 스토리 - 브라이언 오크스 수상

### 관객상(월드시네마 드라마틱)
- 어머니의 바다 - 마놀로 크루즈 수상

### 관객상(월드시네마 다큐멘터리)
- 소니타 - 로크사레 가엠 마가미 수상

### 관객상(베스트 오브 넥스트)
- 내가 처음으로 사랑한 소녀 - 케렘 산가 수상

### 감독상(미국 드라마)
- 스위스 아미 맨 - 다니엘 쉐이너트 외 1명 수상

### 감독상(미국 다큐멘터리)
- 라이프, 애니메이티드 - 로저 로스 윌리엄스 수상

### 감독상(월드시네마 드라마)
- 벨기카 - 펠릭스 반 그뢰닝엔 수상

### 감독상(월드시네마 다큐멘터리)
- 올 디즈 슬립리스 나이츠 - 미할 마르차크 수상

### 각본상(미국 드라마)
- 미국에서 온 모리스 - 차드 하티건 수상

### 각본상(월드시네마)
- 마이 프렌드 프롬 더 파크 - 아나 카츠 수상

### 편집상(미국 다큐멘터리)
- 너츠! - 페니 레인 수상

### 편집상(월드시네마 다큐멘터리)
- 위 아 엑스 - 스티븐 키잭 수상

### 촬영상(월드시네마 다큐멘터리)
- 소년을 위한 나라는 없다 - 피에터-잔 드 푸에 수상

### 심사위원특별상(미국 드라마) - 연기
- 스파 나잇 - 조 서 수상

### 심사위원특별상(미국 드라마) Collaborate Vision
- 애즈 유 아 - 마일스 요리스-페이라피트 수상

### 심사위원특별상(미국 다큐멘터리)- 소셜 임팩트
- 트랩트 - 돈 포터 수상

### 심사위원특별상(미국 다큐멘터리) - 필름메이킹
- 더 배드 키즈 - 키스 펄튼 수상

### 심사위원특별상(미국 다큐멘터리) - 각본상
- 케이트가 크리스틴을 연기하다 - 로버트 그린 수상

### 심사위원특별상(월드시네마 다큐멘터리) - 신인 감독상
- 세계가 충돌할 때 - 매튜 오젤 수상

### 심사위원대상-단편
- 썬더 로드 - 짐 커밍스 수상

### 심사위원상-미국단편
- 비밀실험 - 캘빈 리 리더 수상

### 심사위원상-국제단편
- 엄마들 - 메이무나 도꼬레 수상

### 심사위원상-단편애니메이션
- 에드몬드 - 니나 갠츠 수상

### 심사위원상-단편논픽션
- 베이컨 앤 갓즈 래스 - 솔 프리드맨 수상

### 심사위원특별상-연기상(월드 시네마)
- 어머니의 바다 - 마놀로 크루즈 외 1명 수상

### 심사위원특별상-연기상(Individual)
- 더 인터벤션 - 클리어 듀발 수상
- 미국에서 온 모리스 - 크레이그 로빈슨 수상

### 심사위원특별상-단편연기상
- 허 프렌드 아담 - 그레이스 글로윅키 수상

### 심사위원특별상-국제단편감독상
- 피콕 - 온드레이 후데첵 수상

### 심사위원특별상-미술
- 더 루어 - 아그네츠카 스모친스카 수상

### 알프레드 P. 슬로안 상
- 뱀의 포옹 - 치로 게라 수상

### 미국 드라마틱 경쟁
- 애즈 유 아 - 마일스 요리스-페이라피트
- 크리스틴 - 안토니오 캠포스
- 이퀴티 - 미라 메논
- 고트 - 앤드류 닐
- 조쉬 - 제프 바에나
- 러브송 - 김소영
- 미국에서 온 모리스 - 차드 하티건
- 아더 피플 - 크리스 캘리
- 사우스사이드 위드 유 - 리처드 탠
- 스파 나이트 - 앤드류 안
- 스위스 아미 맨 - 다니엘 콴
- 탈룰라 - 션 헤이더
- 국가의 탄생 - 네이트 파커
- 더 프리 월드 - 제이슨 루
- 더 인터벤션 - 클리어 듀발
- 화이트 걸 - 엘리자베스 우드

### 미국 다큐멘터리 경쟁
- 오드리 앤 데이지 - 보니 코헨
- 오서: 더 제이티 리로이 스토리 - 제프 퓨어제이그
- 글래슨 - J. 클레이 트윌
- 홀리 헬 - 윌 앨런
- 하우 투 렛 고 오브 더 월드: 앤드 러브 올 더 띵스 클리매이트 캔트 체인지 - 조쉬 폭스
- 짐: 더 제임스 폴리 스토리 - 브라이언 오크스
- 케이트가 크리스틴을 연기하다 - 로버트 그린 외 1명
- 키키 - 사라 요르데노
- 라이프, 애니메이티드 - 로저 로스 윌리엄스 외 1명
- 뉴타운 - 킴 A. 스니더
- 너츠! - 페니 레인
- 맞춤 수트 - 제이슨 벤자민
- 더 배드 키즈 - 키스 펄튼 외 1명
- 하워드 삼촌 - 아론 브룩커
- 웨이너 - 조시 크리그먼
- 뉴타운 - 킴 A. 스니더

### 월드시네마 드라마틱 경쟁
- 어 굿 와이프 - 미르야나 카라노비치
- 벨기카 - 펠릭스 반 그뢰닝엔
- 어머니의 바다 - 마놀로 크루즈
- 할랄 러브 - 아사드 파울라드카
- 브라만 나만 - 콰시크 무크허지
- 맘말 - 레베카 댈리
- 마이 프렌드 프롬 더 파크 - 아나 카츠
- 플레져. 러브. - 야오 황
- 와일드 - 니콜레트 클레비츠
- 더 루어 - 아그네츠카 스모친스카
- 샌드 스톰 - 일리트 젝세르
- 헛소동 - 알레한드로 페르난데즈 알멘드라스

### 월드시네마 다큐멘터리 경쟁
- 나라없는 국기 - 바흐만 고바디
- 올 디즈 슬립리스 나이츠 - 미할 마르차크
- 훌리건 스패로우 - 난푸 왕
- 플라자 드 라 솔레다드 - 마야 고디드
- 스카이 래더: 디 아트 오브 카이 구오-컁 - 구오-컁 카이
- 소니타 - 로크사레 가엠 마가미
- 소년을 위한 나라는 없다 - 피에터-잔 드 푸에
- 연인과 독재자 - 로버트 캐넌
- 더 세틀러스 - 시몬 도턴
- 틱클드 - 데이비드 패리어 외 1명
- 위 아 엑스 - 스티븐 키잭
- 웬 투 월즈 콜리드 - 매튜 오젤 외 1명

### 단편영화 부문
- 소 굿 투 시 유 - 듀크 메리만
- 킬러 - 맷 캐즈만
- 모바일라이즈 - 카롤린 모네
- It’s Not You
- 스피킹 이즈 디피컬트 - AJ 쉬낵
- 엄마들 - 메이무나 도꼬레
- The Shining Star of Losers Everywhere
- 어펙션즈 - 브라이디 엘리엇
- 더트 - 다리우스 클라크 몬로에
- 아버지와 아들 - 앤드류 로리치
- 테리토리 - 엘리노어 모티머
- 레이트 미 - 파이잘 볼리파
- 돌펀 - 세바스찬 실바
- 아이 앰 유피크 - 다니엘레 아나스타시온 외 1명
- 하우 투 루즈 웨이트 인 4 이지 스텝스 - 벤자민 버맨
- 살리 - 지야 데미렐
- 어 코트 메이드 다크 - 잭 오셰어
- 베네쓰 더 엠버스 - 베로니카 제사민 로페즈 새인즈
- 정글 - 아산테와 프렘페
- 허 프렌드 아담 - 벤자민 페트리에
- 피규어 - 카타르지나 곤덱
- 버베이팀: 더 퍼거슨 케이스 - 브렛 웨이너
- 독워커 - 킴 셔먼
- 랜드 타이드스 - Manuela Martelli 외 1명
- 피스 인 더 밸리 - 도널 모셔 외 1명
- 에드몬드 - 니나 갠츠
- 미튜브 2: 어거스트가 부르는 까르미나 부라나 - 다니엘 모쉘
- 투 레짓 - 프란시스 쇼
- 피콕 - 온드레이 후데첵
- 로스트 배틀 - 제이슨 라이트맨
- 오버 - 요른 스릴펄
- 파트너스 - 조이 알리
- 썬더 로드 - 짐 커밍스
- 오디션 - 로비사 사이렌
- 세이드 - 엘누라 오스모나리에바
- 마이닝 포엠스 오어 오데스 - 칼럼 라이스
- 벨라돈나 - 두브라브카 투리치

### 단편 다큐멘터리 부문
- 어나더 카인드 오브 걸 - 칼디야 지바위
- 더 센드-오프 - 이베테 루카스
- 베이컨 앤 갓즈 래스 - 솔 프리드맨
- 자아지 아프록스. - 스카이 호핀카
- 엔트랩티드 - 라잔 갈라이니
- 어 우먼 앤드 허 카 - 로익 다스
- Flower of a Thousand Colors

### 단편 애니메이션(애니메이션 스포트라이트)
- 폼보 러브즈 유 - 스티브 워니
- 웨이브 '98 - 엘리 대거
- 스마트폰 인생 - 시에 청린
- 더 잇칭 - 다이안 벨리노
- 밥 딜런 해이츠 미 - 카베 자헤디
- 디어 플라워 - 김강민
- 더 그랜드파더 드럼 - 미쉘 데로시어
- 샤이니 - 다니엘 클라우드 캄포스 외 1명
- 림보 림보 트래블 - 주잔나 크레이프 외 1명

### 단편 미드나잇
- 비밀실험 - 캘빈 리 리더
- 보니아토 - 안드레스 메자 발데스 외 2명
- 더 파운드 홀 - 다니엘 쉐이너트 외 1명
- FUCKKKYOUUU - 에디 알카자르
- 더 치키닝 - 닉 덴보어 외 1명
- 마노맨 - 사이먼 카트라이트
- 더 퍼핏 맨 - 재클린 카스텔
- 디너 위드 패밀리 위드 브렛 겔만 앤 브렛 겔만스 패밀리 - 제이슨 울리너

### 단편 뉴 프론티어
- 보이저스 - 산티아고 멩기니
- 아벤트란트: 아워스, 이어스, 이온즈 - 비자 수온파
- 스위밍 인 유어 스킨 어게인 - 터렌스 낸시

### 넥스트
- 다크 나이트 - 팀 서튼
- 내가 처음으로 사랑한 소녀 - 케렘 산가
- 하우 투 텔 유아 어 두쉬백 - 타히르 제터
- 재클린 아르헨틴 - 베르나르도 브리토
- 오퍼레이션 아발란체 - 매트 존슨
- 슬레이트 - J.D. 딜라드
- 더 포스 - 앤드레 하이랜드
- 더 아이즈 오브 마이 마더 - 니콜라스 페스케
- 더 랜드 - 스티븐 카플 주니어
- 더 핏츠 - 안나 로즈 홀머

### 미드나잇
- 31 - 롭 좀비
- 안티버쓰 - 대니 페레즈
- 카나지 파크 - 미키 키팅
- 아웃라우즈 앤 앤젤스 - J.T. 몰너
- 더 블랙아웃 익스페리먼츠 - 리치 폭스
- 더 그래지 스트랭글러 - 짐 호스킹
- Trash Fire - 리처드 베이츠 주니어
- 언더 더 쉐도우 - 바박 안바리
- 요가 호저스 - 케빈 스미스

### 스팟라이트
- 찬란함의 무덤 - 아피찻퐁 위라세타쿤
- 뱀의 포옹 - 치로 게라
- 그린 룸 - 제레미 솔니에
- 랜드 오브 마인 - 마틴 잔드블리엣
- 매기스 플랜 - 레베카 밀러
- 마일즈 어헤드 - 돈 치들
- 램스 - 그리무르 하코나르슨
- 더 랍스터 - 요르고스 란티모스
- 비바 - 패디 브레스내치

### 프리미어
- 야누스 데이 - 아김 소피
- 캡틴 판타스틱 - 맷 로스
- 컴플리트 언노운 - 조슈아 마스턴
- 서튼 위민 - 켈리 라이카트
- 프랭크 & 롤라 - 매튜 M. 로스
- 헌트 폴 더 와일더피플 - 타이카 와이티티
- 인디그네이션 - 제임스 샤머스
- 리틀 멘 - 아이라 잭스
- 러브 앤 프랜드쉽 - 윗 스틸만
- 맨체스터-바이-더-씨 - 케네스 로너건
- 미스터 피그 - 디에고 루나
- 싱 스트릿 - 존 카니
- 소피 앤 더 라이징 선 - 매기 그린월드
- 더 리바이즈 펀더멘탈즈 오브 케어기빙 - 롭 버넷
- 더 홀라스 - 존 크래신스키
- 위너독 - 토드 솔론즈
- 알리 앤 니노 - 아시프 카파디아

### 다큐멘터리 프리미어
- 비커밍 마이크 니콜스 - 더글러스 맥그라스
- 잇 댓 퀘스천 - 프랭크 자파 인 히스 온 워드 - 토르스텐 슈트
- 필름 호크 - 타이 파퀫 외 1명
- 엘오 앤드 비홀드 리베라이즈 오브 더 커넥티드 월드 - 베르너 헤어조크
- 메이플소프: 룩 앳 더 픽쳐스 - 랜디 바바토 외 1명
- 마야 앤젤로 앤드 스틸 아이 라이즈 - 밥 허쿨즈 외 1명
- 마이클 잭슨스 저니 프롬 모타운 투 오프 더 월 - 스파이크 리
- 노먼 레어: 저스트 어나더 버전 오브 유 - 레이첼 그레디 외 1명
- 낫띵 레프트 언새드: 글로리아 반더빌트 앤 앤더슨 쿠퍼 - 리즈 가버스
- 레실리언스 - 제임스 레드포드
- 리차드 링클레이터 - 드림 이즈 데스티니 - 루이스 블랙 외 1명
- 언더 더 건 - 스테파니 소크틱
- 언락킹 더 케이지 - 크리스 헤지더스 외 1명

### 선댄스 키즈
- 리틀 갱스터 - 아르네 투넨
- 스노우타임! - 장-프랑수아 풀리오 외 1명
- 더 이글 헌트리스 - 오토 벨

### 뉴 프론티어
- 카메라퍼슨 - 커스틴 존슨
- 나리 - 선 연판 외 1명
- 실명에 관한 노트 - 피트 미들턴 외 1명
- 디 일리노이즈 파라블즈 - 데보라 스트라트맨

### 선댄스 컬렉션
- 꿈꾸는 도시 - 존 세일즈
- 리버 오브 그래스 - 켈리 라이카트
- 워킹 앤 토킹 - 니콜 홀로프세너

### 스페셜 이벤트
- 11/22/63 - 케빈 맥도널드
- 첼시 더즈 - 에디 슈미트
- 아메리칸 에픽 - 버나드 맥마혼
- 비하인드 더 신즈 오브 아노말리사 - 찰리 카우프만
- Dazed and Confused with live commentary by Richard Linklater and Jason Reitman - 리처드 링클레이터
- O.J.: 메이드 인 아메리카 - 에즈라 에델만
- 더 걸프렌드 익스페리언스 - 에이미 세이메츠 외 1명
- 더 뉴요커 프레젠트 - 로저 로스 윌리엄스 외 25명
- 더 스키니 - 제시 칸웨일러
- United Shades of America